# Symplecta telfordi
Symplecta telfordi là một loài ruồi trong họ Limoniidae. Chúng phân bố ở miền Tân bắc.